# سياسة إقليمية
رغم أن الاتحاد الأوروبي واحد من أغنى مناطق العالم، إلا أنه يوجد تفاوت داخلي ضخم في الدخل والفرص بين المناطق المكونة له. وقد زاد توسيع الاتحاد الأوروبي في مايو من عام 2004 ثم انضمام بلغاريا ورومانيا إليه بعد ذلك في يناير من عام 2007 من تلك الفجوات. وتهدف السياسة الإقليمية إلى نقل الموارد من المناطق الأغنى إلى المناطق الأفقر.
والجدال الذي يدور حول السياسية الإقليمية يتمثل في أنه يعد بمثابة أداة للتضامن المالي، بالإضافة إلى كونه قوة فعالة للتكامل الاقتصادي.

## السياسة الإقليمية في إيطاليا
تتمثل الخبرة الإيطالية الرئيسية فيما يتعلق بالسياسية الإقليمية في صندوق الجنوب (Cassa per il Mezzogiorno)، الذي تم إعداده في منتصف الخمسينيات من القرن العشرين لدعم التطوير الاقتصادي في جنوب إيطاليا. وهذا الصندوق، والذي كان معدًا ليستمر لمدة ستة أشهر، استمر حتى عام 1994.
وقد تم بناء طرق ومشروعات ري وتطويرات جديدة في البنية التحتية في منطقة عانت فيها المجتمعات المحلية بشدة من الفقر ونقص السكان وارتفاع مستوى الهجرة. وقد حاولت مشروعات السياحة الاستفادة من شواطئ كالابريا.

## السياسة الإقليمية في المملكة المتحدة
ولدت السياسة الإقليمية في المملكة المتحدة أثناء الكساد الاقتصادي في الثلاثينيات من القرن العشرين، عندما انهارت الصناعات الثقيلة في الشمال.
وقد تم تأسيس المناطق المدعومة، والتي كان يمكن للشركات من خلالها الحصول على المنح أو مخصصات رأس المال، والمشهورة باسم المساعدة الانتقائية الإقليمية، في مقابل تأمين وحماية الوظائف.
وقد تغير النمط العام للسياسة قليلاً خلال الأعوام الأربعين التالية. ورغم النقد الذي تم توجيهه من خلال لجنة ملكية تم وضعها في السبعينيات من القرن العشرين حيث "جن جنون التجريبية، وتمت ممارسة لعبة عشوائية بقدر كبير من الحماسة أكبر من النجاح"، إلا أن حكومات الطرفين أبقت على المناطق المدعومة. ولم يتم التراجع عن السياسية الإقليمية حتى حكومة ثاتشر في الثمانينيات من القرن العشرين، حيث تم تقليل حجم المناطق المدعومة بشكل كبير.
وبشكل متزايد، يجب أن تعمل سياسة المملكة المتحدة في إطار السياسة الإقليمية للاتحاد الأوروبي، والذي يضع أوامر زجرية ضد المنافسة غير العادلة (وهو ما يعني بشكل عام مساعدة الدولة).
وقد أعادت إدارة حزب العمال السياسة الإقليمية، حيث حل التمويل الانتقائي للاستثمار محل RSA في إنجلترا وأسكتلندا.

## وصلات خارجية
- Regional Policy for the EU home page
- European Parliament Resolution on Community regional policy and the role of the regions European NAvigator